# Bubo virginianus nacurutu
El ñacurutú, Lechuzón orejudo, Titirijí o gran búho cornudo (Bubo virginianus nacurutu) es una subespecie del búho cornudo, pertenece a la familia Strigidae y al género Bubo.

## Localización y características
Esta subespecie está extendida por Sudamérica, habita en zonas más abiertas que otras subespecies, por lo general habitan en zonas templadas de toda Sudamérica desde Venezuela hasta el centro-este de Argentina, siendo alopátricos con la especie patagónica bubo magellanicus.
Los búhos que viven en zonas tropicales son ligeramente mayores.
En las regiones más templadas los búhos tienen una tonalidad más oscura en la zona ventral.
Los búhos de los Andes son mucho más oscuros que las demás poblaciones (nigrescens).
Algunos científicos consideran al gran búho cornudo de Sudamérica como una especie propia (Bubo nacurutu), con varias subespecies distribuidas por Sudamérica.
Incluye las subespecies propuestas scotinus, elutus y deserti.  Es la única subespecie donde el iris es ámbar o anaranjado, no amarillo como en el resto de poblaciones. 
B. v. nacurutu es una subespecie de tamaño mediano, más pequeña que la mayoría de América del Norte, pero no tan pequeña como algunas de las mexicanas. 

La longitud del ala es de 33–35 cm en los machos y 34-37 cm en las hembras. La cola en ambos sexos puede variar de 18 a 21 cm. La característica más notable de esta especie es su gran pico, de 4,3 a 5,2 cm (1.7 a 2.0 pulgadas), que es el pico más grande en comparación con su tamaño total de entre todas las subespecies de búho americano.

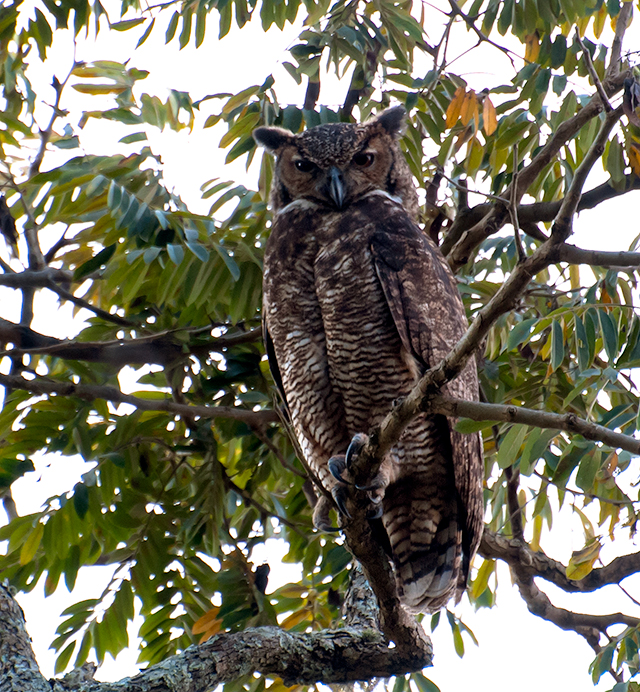
Adulto en Mina Gerais, Brasil.
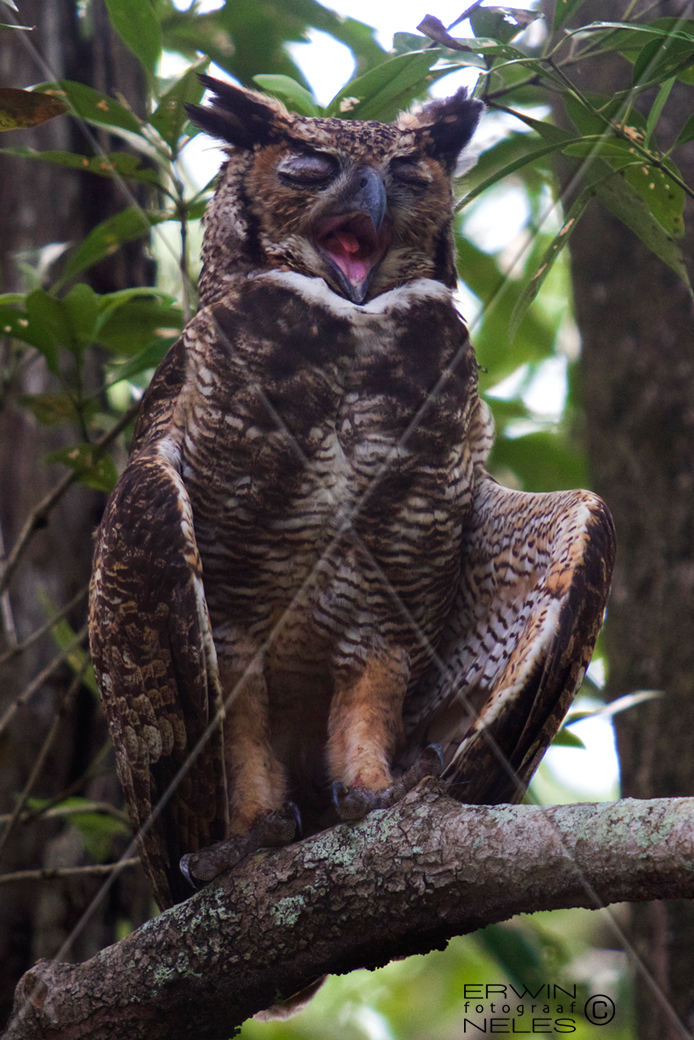
Adulto en Surinam.
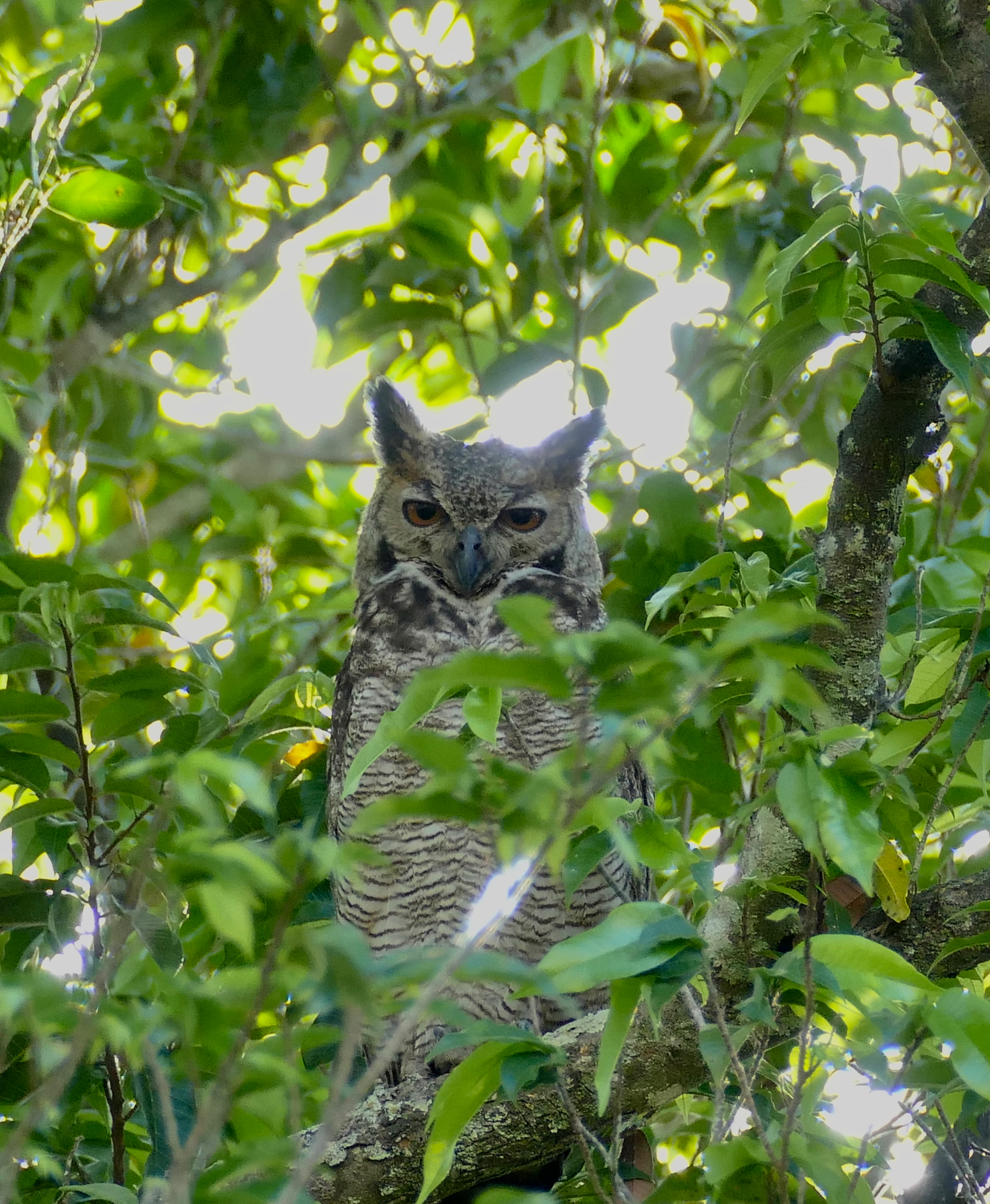
Adulto en Brasil.
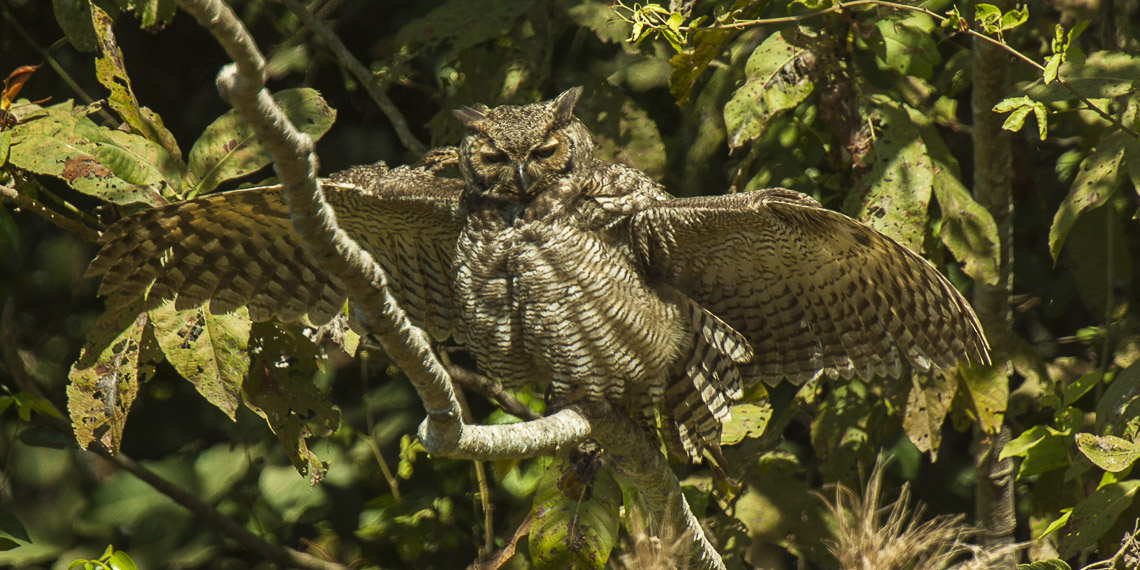
Adulto extendiendo las alas, Amazonía.
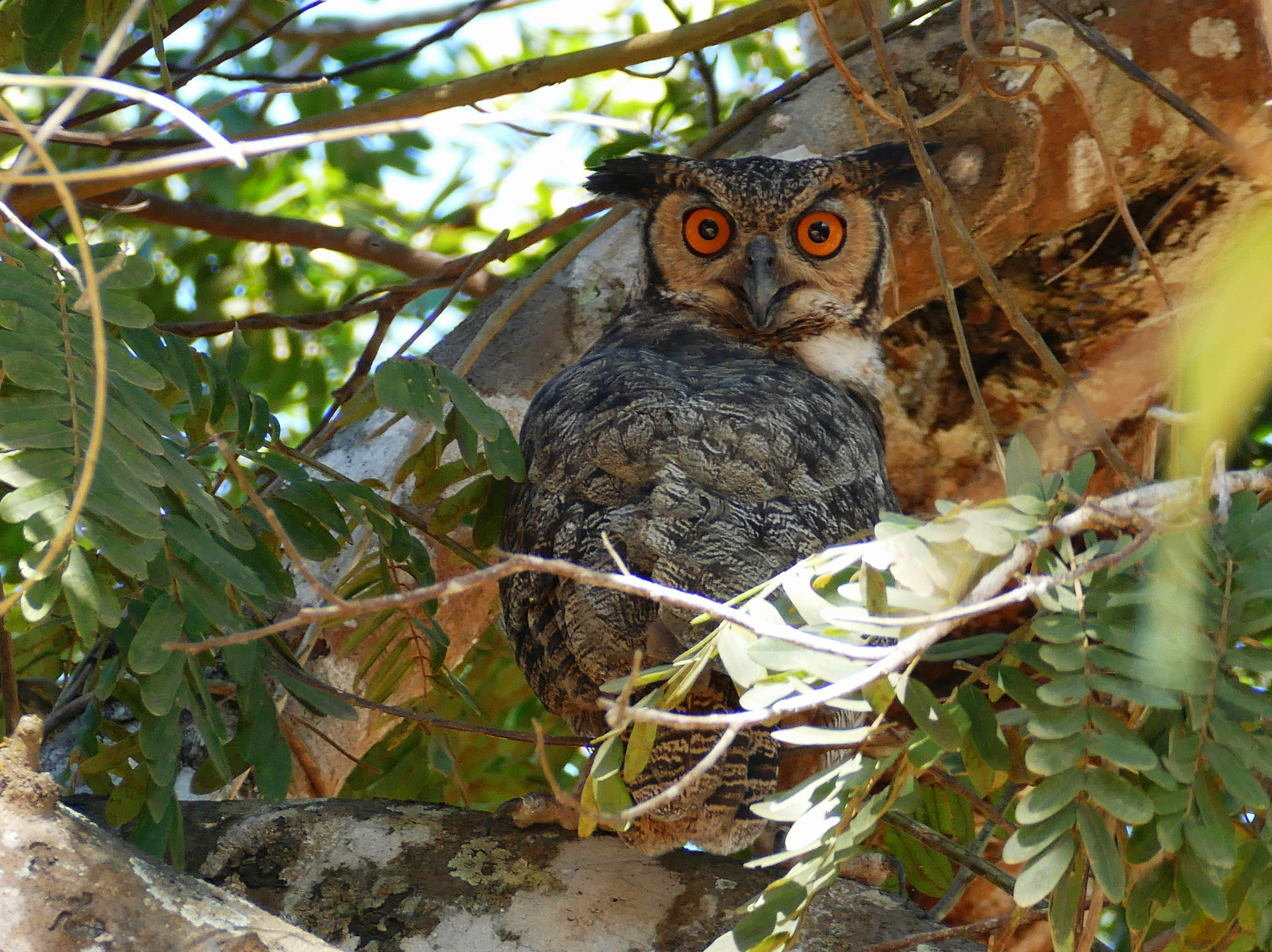
Adulto en la Amazonía brasileña.
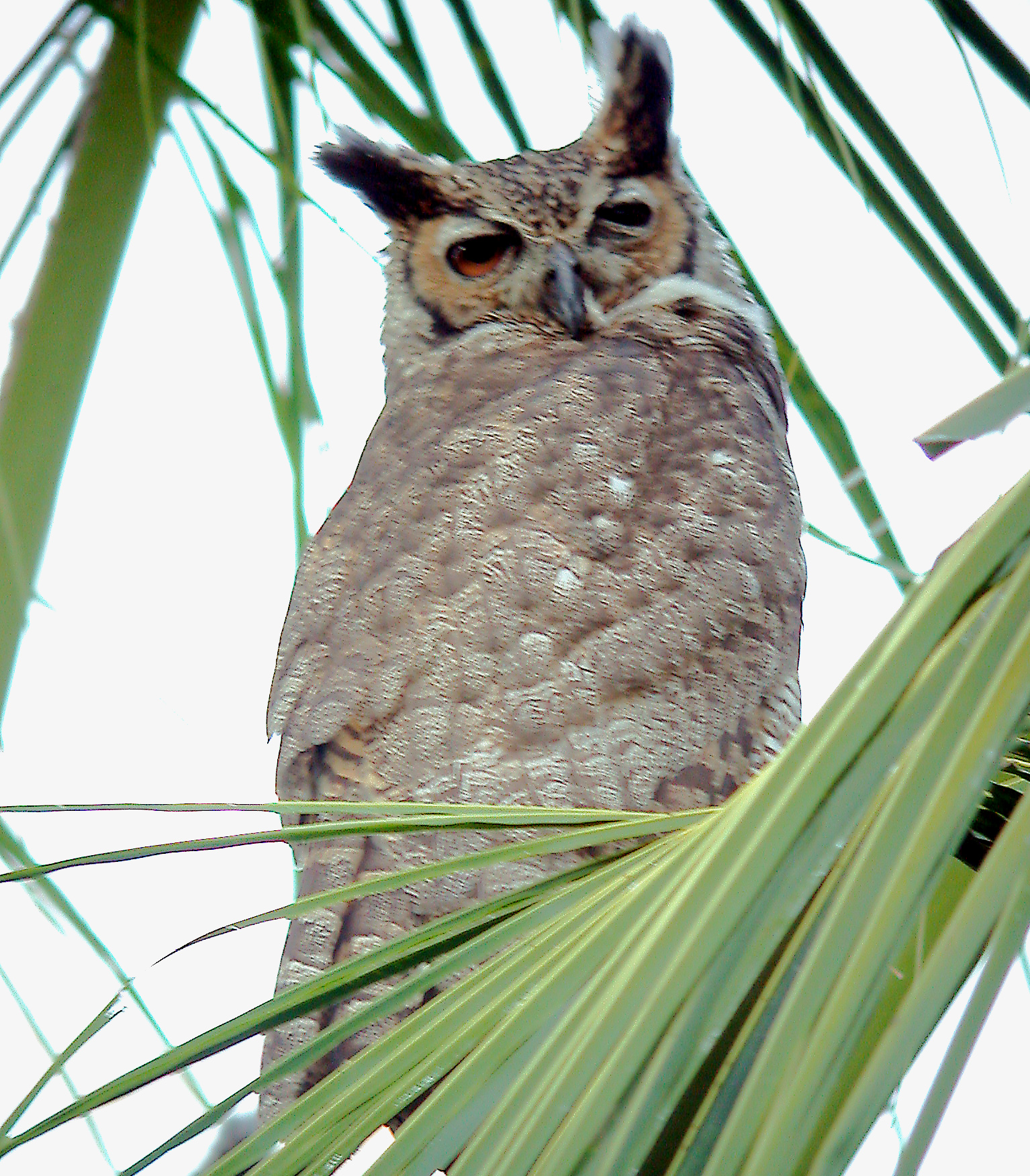
Adulto en Brasil.
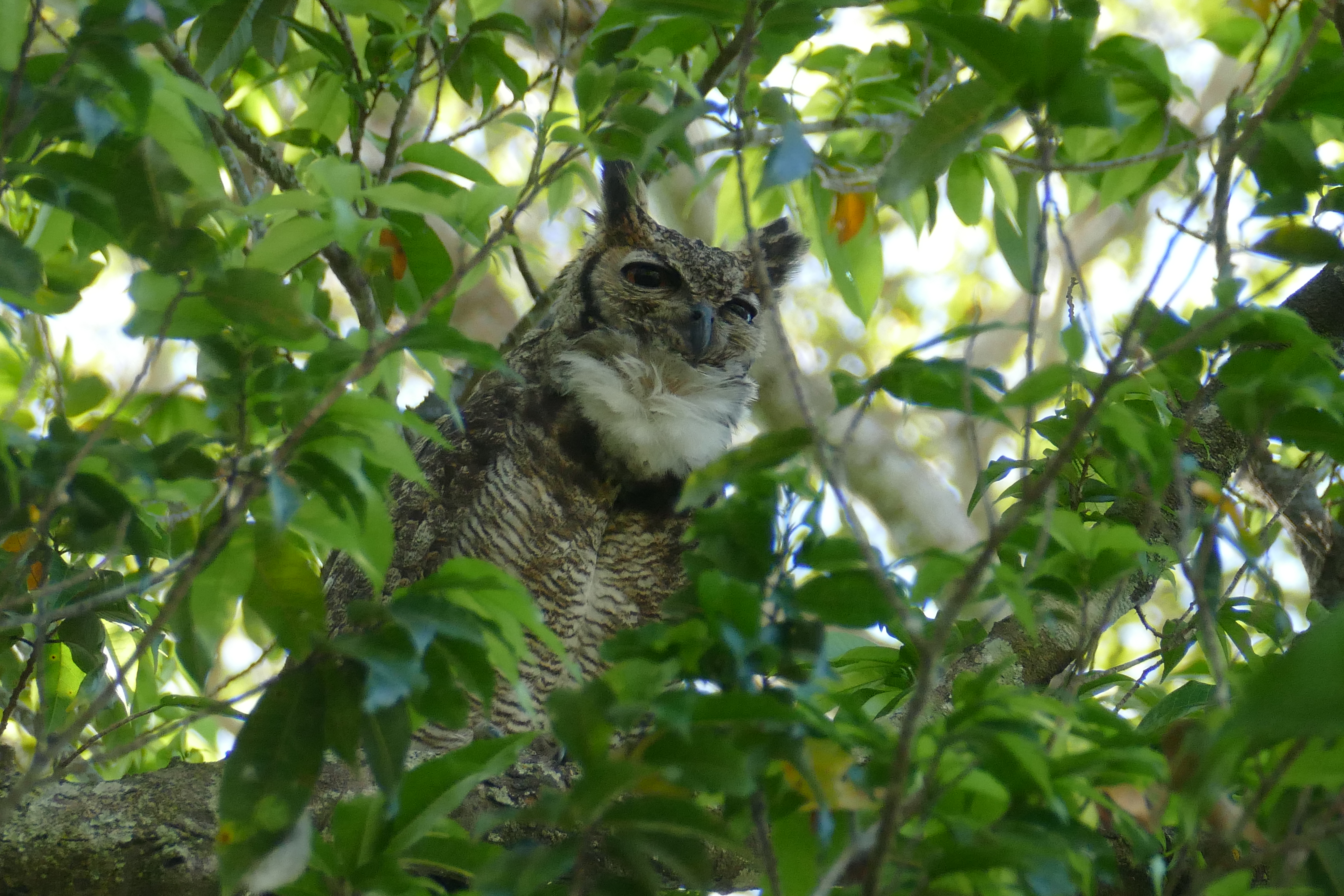
Adulto
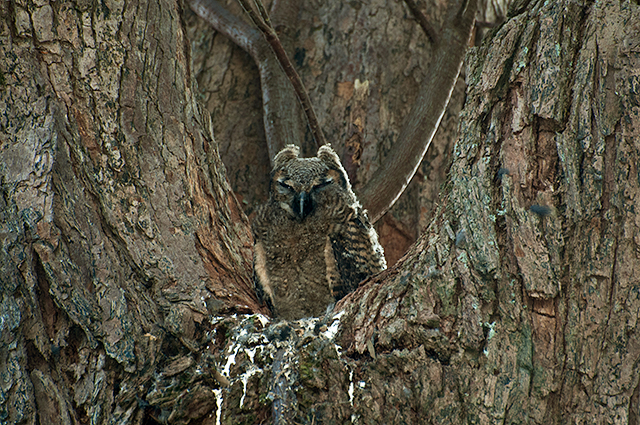
Pichón en Mina Gerais, Brasil.
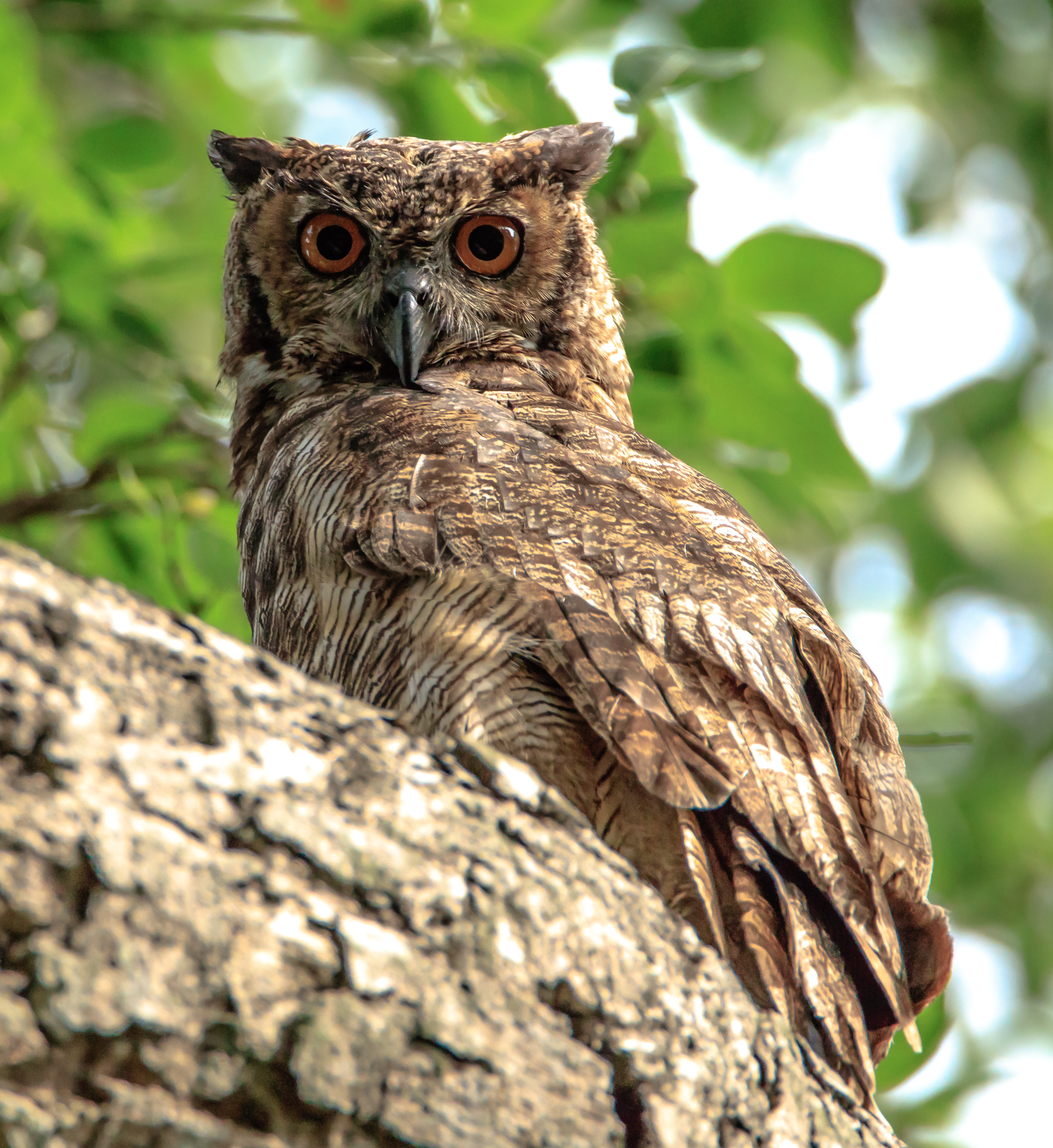
Inmaduro en el Pantanal de Brasil.
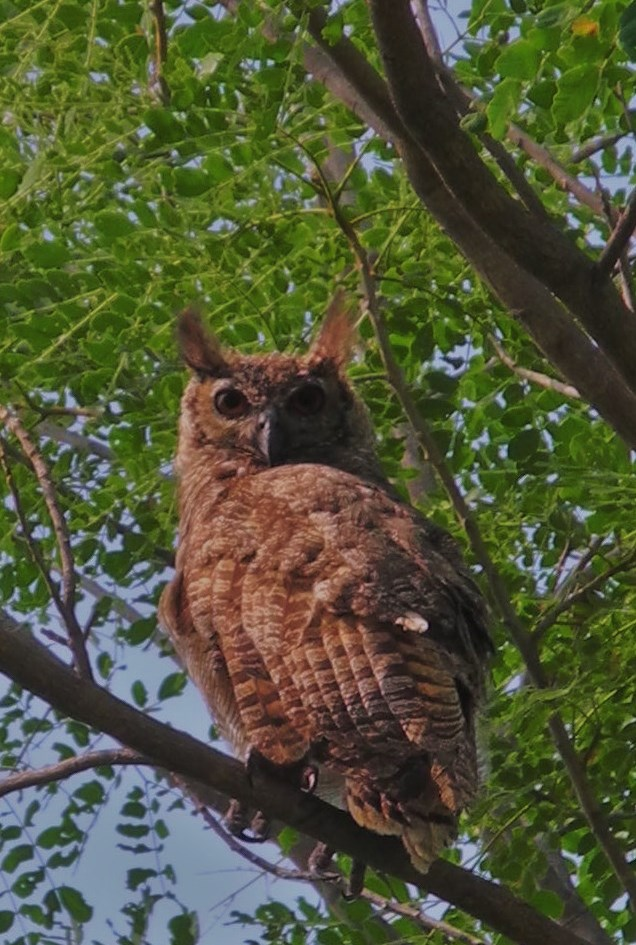
Subadulto en Venezuela.
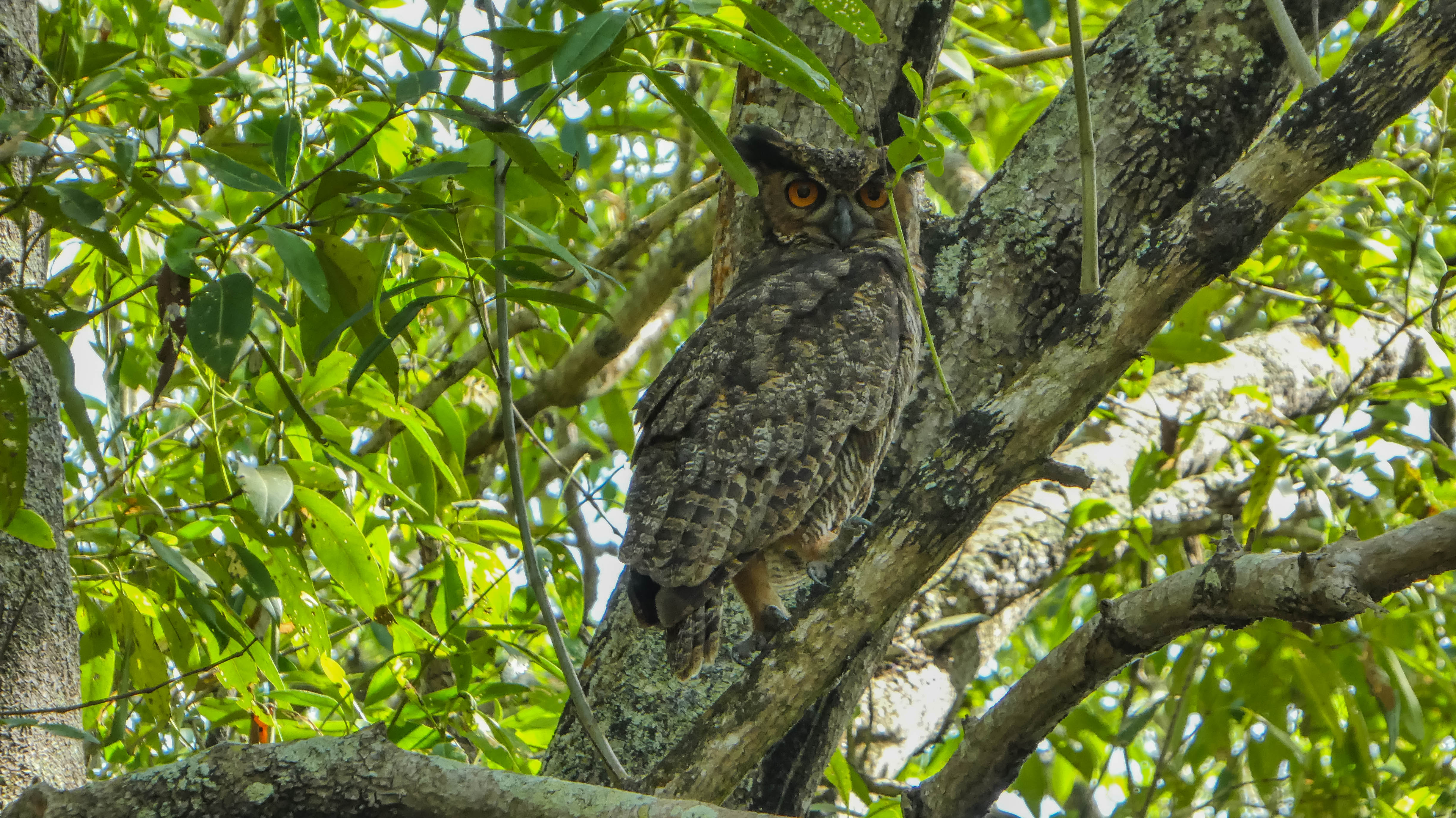
Adulto.